# Кубок Шарля Драго
Кубок Шарля Драго (фр. Coupe Charles Drago) — колишній кубковий турнір у Франції, в якому виступали професіональні клуби Франції, які вилетіли з Кубку Франції до чвертьфіналу, через що часто називався Втішний кубок (фр. la Consolante).. Турнір був заснований в 1953 році і припинив своє існування 1965 року через відсутність популярності, після чого трофей залишився в офісі останнього переможця, клубу «Ланс».

## Фінали
| Фінал | Переможець          | Результат | Друге місце | Стадіон                      |
| ----- | ------------------- | --------- | ----------- | ---------------------------- |
| 1953  | «Сошо»              | 3-3 *     | «Тулуза»    | Парк де Пренс                |
| 1954  | «Реймс»             | 6-3       | «Лілль»     | Парк де Пренс                |
| 1955  | «Сент-Етьєн»        | 6-3       | «Седан»     | Парк де Пренс                |
| 1956  | «Нім Олімпік»       | 3-1       | «Лілль»     | Парк де Пренс                |
| 1957  | «Олімпік»           | 3-1       | «Ланс»      | Парк де Пренс                |
| 1958  | «Сент-Етьєн»        | 2-1       | Ніцца       | Стад П'єр-Пібаро, Алес       |
| 1959  | «Ланс»              | 3-2       | «Валансьєн» | Парк де Пренс                |
| 1960  | «Ланс»              | 3-2       | «Тулон»     | Стад Робер Дішон, Руан       |
| 1961  | «Монако»            | 2-1       | «Страсбур»  | Парк де Пренс                |
| 1962  | «Расінг» (Безансон) | 1-0       | «Гавр»      | Стад Сен-Лазар, Лімож        |
| 1963  | «Сошо»              | 5-2       | «Седан»     | Стад Огюст Бональ, Монбельяр |
| 1964  | «Сошо»              | 4-0       | «Форбак»    | Стад Огюст Бональ, Монбельяр |
| 1965  | Ланс                | 4-0       | «Бордо»     | Боллар-Делеліс               |

| * | Переможець визначився шляхом жеребкування після додаткового часу |

## Результати за клубом
| Команда             | Переможці | Друге місце | Роки перемог     | Роки фіналів |
| ------------------- | --------- | ----------- | ---------------- | ------------ |
| «Ланс»              | 3         | 1           | 1959, 1960, 1965 | 1957         |
| «Сошо»              | 3         | 0           | 1953, 1963, 1964 | —            |
| «Сент-Етьєн»        | 2         | 0           | 1955 1958,       | —            |
| «Монако»            | 1         | 0           | 1961             | —            |
| «Олімпік» (Марсель) | 1         | 0           | 1957             | —            |
| «Реймс»             | 1         | 0           | 1954             | —            |
| «Нім Олімпік»       | 1         | 0           | 1956             | —            |
| «Расінг» (Безансон) | 1         | 0           | 1962             | —            |
| «Лілль»             | 0         | 2           | —                | 1954, 1956   |
| «Седан»             | 0         | 2           | —                | 1955, 1963   |
| «Тулуза»            | 0         | 1           | —                | 1953         |
| «Ніцца»             | 0         | 1           | —                | 1958         |
| «Валансьєн»         | 0         | 1           | —                | 1959         |
| «Тулон»             | 0         | 1           | —                | 1960         |
| «Гавр»              | 0         | 1           | —                | 1962         |
| «Форбак»            | 0         | 1           | —                | 1964         |
| «Бордо»             | 0         | 1           | —                | 1965         |
| «Страсбур»          | 0         | 1           | —                | 1961         |